# El cuarto obscuro
El cuarto obscuro (título original: The Darkling) es un telefilme estadounidense de terror de 2000, dirigido por Po-Chih Leong, escrito por P.G. Sturges y Dario Scardapane, musicalizado por Frankie Blue, en la fotografía estuvo Stephen M. Katz y los protagonistas son F. Murray Abraham, Aidan Gillen y Lisa Linde, entre otros. Este largometraje se estrenó el 15 de agosto de 2000.

## Sinopsis
Cuando el mecánico Jeff Obold conoce al acaudalado y enigmático Bruno Rubin, experimenta por primera vez las cosas lindas de la vida. Pero al poco tiempo, Jeff se da cuenta de que la fuente del poder de Rubin es una criatura que tiene encerrada, llamada Darkling, la cual puede crear una gran fortuna para la persona que promete ser su compañero por siempre.